# Lijst van acteurs en actrices in Samson en Gert
Hieronder volgt een lijst van de acteurs en actrices die voorkomen in de Vlaamse serie Samson en Gert

## A
| Acteur              | Rol                              | Aflevering                      | Jaar |
| ------------------- | -------------------------------- | ------------------------------- | ---- |
| Isabelle A          | zichzelf                         | Isabelle A                      | 1990 |
| Isabelle A          | zichzelf                         | Vervanging voor de Burgemeester | 1991 |
| Serge Adriaensen    | Agent                            | Octaaf Inbreker                 | 1999 |
| Kathleen Aerts      | zichzelf                         | K3 op bezoek                    | 2000 |
| Kathleen Aerts      | zichzelf                         | K3 komt niet                    | 2002 |
| Suyin Aerts         | Miss Lenigem                     | Haar voor Octaaf                | 2000 |
| Cara Van der Auwera | Chantal Goegebuer uit Spring     | De vedettenfoto                 | 2003 |
| Aimé Anthoni        | De Afgevaardigde van de Minister | Het strand                      | 1997 |
| Aimé Anthoni        | Robby Van Shoppy                 | De reclamespot                  | 2000 |

## B
| Acteur                 | Rol                                    | Aflevering                        | Jaar         |
| ---------------------- | -------------------------------------- | --------------------------------- | ------------ |
| Theo Van Baarle        | Chauffeur                              | Wendy                             | 2002         |
| Theo Van Baarle        | Chauffeur                              | De Grote TV Quiz                  | 2004         |
| Piet Balfoort          | Rijke man                              | De dierenwinkel                   | 1999         |
| Marcel Baptist         | Man die kunst bewondert                | Moderne Kunst                     | 2000         |
| Marcel Baptist         | Dirigent                               | Het frietkraam moet weg           | 2001         |
| Eric Baranyanka        | Stan de Discoman                       | Stan de Discoman                  | 2004         |
| Michiel Bauwens        | De Afgevaardigde van de Minister       | De strohoed                       | 1994         |
| Michiel Bauwens        | De Afgevaardigde van de Minister       | Het kanon van de De Bolles        | 1998         |
| Michiel Bauwens        | Voorzitter van "De vierkante stoel"    | De toespraak                      | 1998         |
| Patrick Baeyens        | De Afgevaardigde van de Minister       | Burgemeester Dronken              | 1997         |
| Walter Baele           | Eugène Van Leemhuyzen                  | Vaste Rol                         | 1998 - heden |
| Walter Baele           | De Journalist                          | Het beste frietkraam van het land | 2002         |
| Leo Brant              | Inspecteur                             | Meester Burgemeester              | 1997         |
| Leo Brant              | Jean-Baptiste                          | Haar voor Octaaf                  | 2000         |
| Sjarel Branckaerts     | Burgemeester Paaltjes                  | Diverse Afleveringen              | 2002, 2004   |
| Sjarel Branckaerts     | Burgemeester Edgar                     | De vedettenfoto                   | 2003         |
| Sjarel Branckaerts     | Burgemeester Denneboom                 | De dubbelrol                      | 1993         |
| Sjarel Branckaerts     | Meneer die hotel wil bouwen            | Het frietkraam moet weg           | 2001         |
| Katrien De Becker      | Suzy                                   | Gemeentesecretaris Suzy           | 2002         |
| Tony Bell              | Meneer Pruim                           | Het ziekenhuis                    | 1997         |
| Kevin Bellemans        | Agent                                  | Dieven in het dorp                | 2002         |
| Dirk Belloy            | Circusdirecteur                        | De Sprekende Kameel               | 1998         |
| Dirk Belloy            | Circusdirecteur                        | Het Draaiorgel                    | 2001         |
| Dirk Belloy            | De Bakker                              | Burgemeester Bokser               | 1999         |
| Katia Berger           | Fakir                                  | De fakir                          | 1990         |
| Tiny Bertels           | Gast op het bal                        | Een bal voor Alberto              | 1999         |
| Camilia Blereau        | Gravin van Asseldelft                  | De dames van de hobbyclub         | 1997         |
| Camilia Blereau        | Mevrouw Hagelslag                      | Mevrouw Hagelslag                 | 2000         |
| Camilia Blereau        | Mevrouw Goedgeroken                    | Het frietkraam moet weg           | 2001         |
| Marie-Louise De Bolle  | kokkin                                 | Hutsepot                          | 1992         |
| Ann Van den Broeck     | Sofie, Moeder van Remy                 | Baby vermist                      | 2003         |
| Ann Van den Broeck     | Dokteres Isabelle                      | De nieuwe dokteres                | 2004         |
| Tylaine Van den Broeck | Moeder van de vierling                 | De vierling                       | 2004         |
| Tom Van den Broeck     | Filmregisseur                          | De lopende band                   | 1998         |
| Hans Bourlon           | Leverancier                            | De eierboer                       | 1996         |
| Hans Bourlon           | Koerier                                | Het paard van Marléne             | 1992         |
| Hans Bourlon           | Koerier                                | Kerstavond                        | 1991         |
| Miek Van Bockxtaele    | Gast op het bal                        | Een bal voor Alberto              | 1999         |
| Stef Bos               | Joop Mengelmoes                        | Vaste Rol                         | 1990 - 1992  |
| Dirk Bosschaert        | Samson (#3)                            | Vaste Rol                         | 2013 - heden |
| Kathy Van den Bossche  | Vrouw die met Burgemeester wil trouwen | Kabouter Pinnemuts                | 1996         |
| Kathy Van den Bossche  | Mevrouw Potvein                        | De tentoonstelling                | 1996         |
| Kathy Van den Bossche  | Zuster Georgette                       | Het Ziekenhuis                    | 1997         |
| Kathy Van den Bossche  | Zuster                                 | E.H.B.O                           | 1999         |
| Erik Burke             | Vader van de vierling                  | De vierling                       | 2004         |
| Erik Burke             | Machine verkoper                       | Vuilnis op het plein              | 2005         |
| Koen Bruggemans        | zichzelf                               | Get Ready!                        | 1997         |
| Jan-Albert De Bruyne   | Circusdirecteur                        | Samson Verkocht                   | 2000         |

## C
| Acteur             | Rol                              | Aflevering                 | Jaar         |
| ------------------ | -------------------------------- | -------------------------- | ------------ |
| Luc Caals          | Agent                            | De overval                 | 2003         |
| Luc Caals          | Inspecteur van de Minister       | Mister Buik                | 1998         |
| Alex Cassiers      | Burgemeester Baars               | De tijdmachine             | 1998         |
| Alex Cassiers      | Burgemeester Baars               | De schildpad               | 2000         |
| Brecht Callewaert  | Sam (vriend van Gert)            | Commissaris Van Leemhuyzen | 2004         |
| David Cantens      | Neef van Van Leemhuyzen          | Stuntman Gert              | 2005         |
| Chris Cauwenberghs | Tuur Blaffe                      | Burgemeester Bokser        | 1999         |
| Chadia Cambie      | Barbara, de lerares              | De Schilderles             | 2000         |
| Clara Cleymans     | Klaartje                         | De hamster van Octaaf      | 1997         |
| Jan Cleymans       | De Afgevaardigde van de Minister | Octaaf Kapper              | 1996         |
| Jan Cleymans       | Huwelijkskandidaat               | Een man voor Jeannine      | 1994         |
| Johnny De Coensel  | Bakker                           | Burgemeester bokser        | 1999         |
| Johnny De Coensel  | Slager                           | Langlaufen                 | 1999         |
| Anton Cogen        | Man die huis van Gert wil kopen  | Huis te koop               | 1993         |
| Kirsten Cools      | Mevrouw Pip                      | Gert Dief                  | 2000         |
| Paul Coppens       | Schildpaddenliefhebber           | De schildpad               | 2000         |
| Ron Cornet         | Wannes                           | Haar voor Octaaf           | 2000         |
| Leo Cnudde         | Jurylid                          | Octaaf tamboer-majoor      | 1996         |
| Guido De Craene    | Klant bij kleermaker Alberto     | Alberto Kleermaker         | 1999         |
| Koen Crucke        | Alberto Vermichelli              | Vaste Rol                  | 1991 - heden |
| Koen Crucke        | zichzelf                         | De dubbelganger            | 1992         |

## D
| Acteur               | Rol                               | Aflevering                     | Jaar         |
| -------------------- | --------------------------------- | ------------------------------ | ------------ |
| Anick Van Dam        | Heidi                             | De tiroleravond                | 1994         |
| Karen Damen          | zichzelf                          | K3 op bezoek                   | 2000         |
| Karen Damen          | zichzelf                          | K3 komt niet                   | 2002         |
| Hugo Danckaert       | Huwelijkskandidaat                | Een man voor Jeannine          | 1994         |
| Hugo Danckaert       | Theovoor de Journalist            | Journalist in het dorp         | 1994         |
| Hugo Danckaert       | Armand                            | Koos uit Nederland             | 1995         |
| Hugo Danckaert       | Meneer Flipflop                   | De Octaver                     | 1999         |
| Hugo Danckaert       | Agent                             | Gert Dief                      | 2000         |
| Hugo Danckaert       | Dokter Basil                      | Het medisch onderzoek          | 2003         |
| Joris Van Dael       | De Minister                       | Clown Chocoboki                | 2002         |
| Bob Davidse          | Sinterklaas                       | Sinterklaas                    | 1990         |
| Bob Davidse          | Sinterklaas                       | Twee dagen voor Sinterklaas    | 1991         |
| Bob Davidse          | Sinterklaas                       | De komst van de Sint           | 1992         |
| Bob Davidse          | Sinterklaas                       | De Sint en de schoorsteenveger | 1993         |
| Bob Davidse          | Sinterklaas                       | De valse Sinterklaas           | 1994         |
| Bob Davidse          | Sinterklaas                       | Iedereen kwaad                 | 1995         |
| Geert Dauwe          | Spaanse gast                      | Friet aan huis                 | 2001         |
| Luk D'Heu            | Boer Teun                         | Katrijntje                     | 2003         |
| Claudia Decaluwé     | zichzelf                          | Shana                          | 1996         |
| Kurt Defrancq        | De Afgevaardigde van de Minister  | De Skipiste                    | 1995         |
| Glenn Degendt        | zichzelf                          | Get Ready!                     | 1997         |
| Frederik Delalieux   | Rappe Ronny en z'n tweelingbroer  | De loopwedstrijd tegen Lenigem | 2004         |
| Jean-Marie Desreux   | zichzelf                          | Get Ready!                     | 1997         |
| Eric De Donder       | Basiel                            | Kerstavond                     | 1991         |
| Walter De Donder     | Burgemeester Modest               | Vaste Rol                      | 1990 - heden |
| Walter De Donder     | Basiel                            | De verplaatsmachine            | 1999         |
| Walter De Donder     | Basiel                            | Waar is Basiel ?               | 2002         |
| Walter De Donder     | Basiel                            | Ward de bodyguard              | 2002         |
| Christiane Van Deyck | kokkin                            | Hutsepot                       | 1992         |
| Rikkert Van Dijck    | Kunstkenner                       | Lek in de frituur              | 2001         |
| Rikkert Van Dijck    | Regisseur van het toneelstuk      | Ridder Modest                  | 2004         |
| Monika Dumon         | Vrouw die huis van Gert wil kopen | Huis te koop                   | 1993         |
| Tony Dyselinck       | Clown Campernolie                 | Clown Chocoboki                | 2002         |

## E
| Acteur              | Rol                              | Aflevering        | Jaar |
| ------------------- | -------------------------------- | ----------------- | ---- |
| Jo Emmers           | Kamiel                           | De Trapezewerkers | 2000 |
| Frank Van Erum      | Filmregisseur Frans Koppes       | Stuntman Gert     | 2005 |
| Joris Van den Eynde | De Afgevaardigde van de Minister | Roodkapje         | 1998 |
| Joris Van den Eynde | Televisiehersteller              | De Televisiequiz  | 1999 |
| Joris Van den Eynde | Lindemans                        | De Bananendief    | 2002 |
| Veerle Eyckermans   | Moeder                           | De vondeling      | 1999 |

## F
| Acteur        | Rol                | Aflevering      | Jaar |
| ------------- | ------------------ | --------------- | ---- |
| Michel Follet | Zichzelf           | Wie ben ik ?    | 1991 |
| Michel Follet | Radio DJ           | De hit-kwis     | 1995 |
| Rob Frans     | Burgemeester Harry | De vedettenfoto | 2003 |

## G
| Acteur           | Rol                          | Aflevering                     | Jaar |
| ---------------- | ---------------------------- | ------------------------------ | ---- |
| Steve Geerts     | Presentator                  | De grote TV quiz               | 2004 |
| Assunta Geens    | Jurylid Mevrouw Zwieper      | Vast in een fles               | 1999 |
| Assunta Geens    | Dame met kunstwerk           | Moeder en kind                 | 2003 |
| Jos Van Gorp     | Baron                        | De brandverklikkers van Octaaf | 1999 |
| Chris Gils       | Mevrouw Sprokkelhout         | Gert Dief                      | 2000 |
| Walter De Groote | klant bij Kleermaker Alberto | Alberto Kleermaker             | 1999 |
| Peter Van Gucht  | Cowboy                       | De verloren cowboy             | 2000 |
| Thomas Van Gucht | Pieter (neefje van Octaaf)   | Enkel voor bejaarden           | 1993 |
| Martin Gyselinck | Miljonair Van den Donder     | De Octaver                     | 1999 |
| Martin Gyselinck | Agent                        | Gert Dief                      | 2000 |

## H
| Acteur                | Rol                   | Aflevering                            | Jaar        |
| --------------------- | --------------------- | ------------------------------------- | ----------- |
| Evi Hanssen           | Sofie                 | Vaste Rol                             | 1995 - 1996 |
| Anke Helsen           | Moeder van Tuur       | Burgemeester bokser                   | 1999        |
| Anke Helsen           | Tante Constance       | Tante Constance                       | 1999        |
| Anke Helsen           | Jolanda Boogscheut    | De Pennenvriendin                     | 2000        |
| Margriet Hermans      | zichzelf              | De advertentie                        | 1991        |
| Margriet Hermans      | zichzelf              | De playback-show                      | 1991        |
| Margriet Hermans      | Barones Donderwolken  | Taxibedrijf                           | 1997        |
| Loes Van den Heuvel   | Carmen Waterslaeghers | De werkvrouw                          | 1992        |
| Danni Heylen          | Mevrouw Roggemans     | De ouders van Marléneke               | 1995        |
| Marieke Van Hooff     | Marléneke             | De Burgemeester is spoorloos          | 2003        |
| Marieke Van Hooff     | Francesca             | De Nieuwe Afgevaardigde               | 2004        |
| Tom De Hoog           | Mario                 | Gemeentesecretaris Suzy               | 2004        |
| Ramón Hopman          | Raymond de goochelaar | Burgemeester op TV                    | 1996        |
| Marc-Marie Huijbregts | Jaap Mengelmoes       | Vaste rol in Samson en Gert Zomerpret | 2017        |

## I
| Acteur        | Rol               | Aflevering                   | Jaar |
| ------------- | ----------------- | ---------------------------- | ---- |
| Frederik Imbo | Jean-Louis Michel | De Burgemeester is spoorloos | 2003 |

## J
| Acteur           | Rol             | Aflevering           | Jaar        |
| ---------------- | --------------- | -------------------- | ----------- |
| Barbara De Jonge | Frieda Kroket   | Vaste Rol            | 2000 - 2003 |
| Barbara De Jonge | Gast op het bal | Een bal voor Alberto | 1999        |

## K
| Acteur                  | Rol                   | Aflevering              | Jaar |
| ----------------------- | --------------------- | ----------------------- | ---- |
| Jos Kennis              | Butler Ludwig         | Barones Von Beckerstein | 2001 |
| Jos Kennis              | Klant in kapsalon     | De stofzuigerverkoper   | 1995 |
| Eric Kerremans          | Klant in Kapsalon     | Alberto Kleermaker      | 1999 |
| Eric Kerremans          | Steven Spreidstand    | De tandarts             | 2000 |
| Marc De Knijf           |                       |                         |      |
| Dokter                  | E.H.B.O               | 1999                    |      |
| Dokter                  | Gert is Ziek          | 1997                    |      |
| Man die kunst bewonderd | Moderne kunst         | 2000                    |      |
| Fred Van Kuyk           | Burgemeester Beestjes | Bijzondere dieren       | 1998 |
| Fred Van Kuyk           | Burgemeester Beestjes | De Spin                 | 1999 |
| Fred Van Kuyk           | Burgemeester Guido    | De vedettenfoto         | 2003 |

## L
| Acteur               | Rol                          | Aflevering                    | Jaar       |
| -------------------- | ---------------------------- | ----------------------------- | ---------- |
| Nicky Langley        | Mevrouw Zwabber              | De plumeau                    | 2003       |
| Nicky Langley        | Dokter Van der Spuit         | De nieuwe dokteres            | 2004       |
| Dirk Lavrysen        | Agent                        | De overval                    | 2003       |
| Wally Laureys        | Clown Jojo                   | De Zeeleeuwenshow             | 1998       |
| Marc Lauwrys         | Butler George                | Minoes Van Kiekensteen        | 2003       |
| Bart Van Leemputten  | Man met zak vol vodden       | Goud op zolder                | 1993       |
| Bart Van Leemputten  | Klant bij Alberto            | Diverse Afleveringen          | 1995, 1996 |
| Han Lefever          | Meneer Spreidstand           | De schuimvloed                | 1999       |
| Chris Lenaerts       | Schildpaddenliefhebster      | De schildpad                  | 2000       |
| Petra Lerutte        | zichzelf                     | Shana                         | 1996       |
| Gerd De Ley          | Theofiel                     | De Krokodil                   | 1998       |
| Gerd De Ley          | Filmregisseur Steven Lens    | De verloren cowboy            | 2000       |
| Gerd De Ley          | Jan de Voddenman             | De oude radio                 | 2005       |
| Annemarie Lemaître   | Graciella                    | Babysitten                    | 2002       |
| Anneleen Liégeois    | Katrijn Van Asten uit Spring | De vedettenfoto               | 2003       |
| Stef Van Litsenborgh | Klant in het kapsalon        | Van Leemhuyzen speelt trompet | 2002       |
| Helmut Lotti         | zichzelf                     | De zangkaugom                 | 1990       |
| Helmut Lotti         | zichzelf                     | Helmut Lotti                  | 1996       |
| Veerle Luts          | Jurylid                      | Octaaf tamboer-majoor         | 1996       |

## M
| Acteur               | Rol                              | Aflevering                  | Jaar             |
| -------------------- | -------------------------------- | --------------------------- | ---------------- |
| Frans Maas           | Inspecteur Wachter               | De valsmunter               | 2005             |
| Caroline Maes        | Moeder                           | Babysitten                  | 2002             |
| Jeroen Maes          | Auto verkoper                    | De rode sportwagen          | 2005             |
| Gerda Marchand       | Mevrouw Kuikens                  | De hobbyclub van Lenigem    | 1998             |
| Claude Maryssael     | Man die wil boksen tegen Alberto | Sterke Joe                  | 1993             |
| Claude Maryssael     | Collega van de Burgemeester      | De club van de sjerp        | 1994             |
| Claude Maryssael     | De afgevaardigde van de Minister | De lift                     | 1996             |
| Claude Maryssael     | De afgevaardigde van de Minister | De sprekende hoed           | 1996             |
| Claude Maryssael     | Heinz                            | Concurrentie voor Alberto   | 2000             |
| Patsy Van der Meeren | Annemarie Van Riet               | De uitdaging                | 2005             |
| Marc Meersman        | Carpaccio                        | Carpaccio                   | 2000             |
| Luc Meirte           | Werklui                          | De drilboor                 | 1996             |
| Luc Meirte           | De Minister                      | Diverse Afleveringen        | 2003, 2004, 2005 |
| Philippe Merchiers   | Fotograaf Flits                  | De bril van Van Leemhuyzen  | 2002             |
| Johan Van Mechelen   | Bezoeker van de sprekende kameel | De sprekende Kameel         | 1998             |
| Johan Van Mechelen   | De Koerier                       | Diverse Afleveringen        | 2000, 2001, 2005 |
| Johan Van Mechelen   | Man met Kunstwerk                | Moeder en kind              | 2003             |
| Johan Van Mechelen   | Man die het frietkraam zoekt     | Een dagje Noordpool         | 2004             |
| Johan Van Mechelen   | Fuifganger                       | Tante Hortensia             | 2004             |
| Renée Meylemans      | Mevrouw Wouters                  | De hobbyclub van Lenigem    | 1998             |
| Peter Michel         | Oscar                            | De Wielerwedstrijd          | 2002             |
| Peter Michel         | Jan de Werkman                   | De Burgemeester is ontvoerd | 2003             |
| Peter Michel         | Hoofdpiet                        | De zak van Sinterklaas      | 2004             |
| Paul Moons           | Schildpaddenliefhebber           | De schildpad                | 2000             |

## N
| Acteur       | Rol                | Aflevering            | Jaar |
| ------------ | ------------------ | --------------------- | ---- |
| Agnes De Nul | Jacky Buffalo      | Jacky Buffalo         | 1993 |
| Agnes De Nul | Sportieve dame     | De dubbelrol          | 1993 |
| Agnes De Nul | Moeder van Marléne | De ouders van Marléne | 1995 |

## O
| Acteur         | Rol                          | Aflevering             | Jaar |
| -------------- | ---------------------------- | ---------------------- | ---- |
| Inge Van Olmen | Klant bij Kleermaker Alberto | Alberto Kleermaker     | 1999 |
| Patrick Onzia  | Hulppiet                     | De zak van Sinterklaas | 2004 |

## P
| Acteur             | Rol                     | Aflevering             | Jaar        |
| ------------------ | ----------------------- | ---------------------- | ----------- |
| Lutgarde Pairon    | Mevrouw Kneutjes        | De hamster van Octaaf  | 1997        |
| René Pauwels       | Schildpaddenliefhebber  | De schildpad           | 2000        |
| René Pauwels       | Theofiel                | De Luchtverkopers      | 2003        |
| Knarf Van Pellecom | Huwelijkskandidaat      | Een man voor Jeannine  | 1994        |
| Wim Peters         | Maarten                 | De nieuwe dokteres     | 2004        |
| Ann Petersen       | Jeannine De Bolle       | Vaste Rol              | 1994 - 1999 |
| Harry De Peuter    | Oom Heliodoor           | Alberto speelt viool   | 1999        |
| Annemarie Picard   | Eugénie                 | Vrouw met Confetti     | 2001        |
| Jaak Pijpen        | De gezant van de Koning | De restaurants         | 1997        |
| Piet van Putten    | Pepijn de goochelaar    | De leerling-goochelaar | 1991        |

## Q
| Acteur          | Rol                | Aflevering            | Jaar |
| --------------- | ------------------ | --------------------- | ---- |
| Walter Quartier | Huwelijkskandidaat | Een man voor Jeannine | 1994 |
| Walter Quartier | Dokter             | K3 op bezoek          | 2000 |
| Walter Quartier | Dokter             | Gert is Allergisch    | 2001 |

## R
| Acteur             | Rol                              | Aflevering                   | Jaar        |
| ------------------ | -------------------------------- | ---------------------------- | ----------- |
| Anja Van Riet      | Sandra                           | De hoofdrolspeler            | 1994        |
| Ronald Van Rillaer | Klant in Kapsalon                | De luizenplaag               | 2003        |
| Peter Ritzen       | Meneer Breedhoek                 | De Dikke en de Dunne         | 2000        |
| Peter Ritzen       | Klant die kunst bewonderd        | Moderne Kunst                | 1999        |
| Peter Ritzen       | Jurylid Mijnheer Geuntjes        | Vast in een fles             | 1999        |
| Danny Ronaldo      | De grote Amadeo                  | De koorddanser               | 1998        |
| Elke De Roeck      | Gast op het bal                  | Een bal voor Alberto         | 1999        |
| Hans Royaards      | De afgevaardigde van de minister | Vaste Rol                    | 1999 - 2012 |
| Patrick Rozé       | Meneer Van Druk                  | Leuk Winkelen                | 2001        |
| Patrick Rozé       | Man die Samson wil kopen         | Het geld van de balletschool | 2003        |

## S
| Acteur             | Rol                       | Aflevering                      | Jaar |
| ------------------ | ------------------------- | ------------------------------- | ---- |
| Suzanne Saerens    | Mevrouw Van Zul           | De Zeeleeuwenshow               | 1998 |
| Jan Staes          | Inspecteur Baardmans      | De donderclown                  | 2005 |
| Jimmy Samijn       | zichzelf                  | Get Ready!                      | 1997 |
| Rudolf Segers      | Spaanse gast              | Friet aan huis                  | 2001 |
| Mohanpersad Shanti | Shangard van de Ambassade | Bezoek uit Indië                | 1998 |
| Koen De Smet       | Meneer Netjes             | Het frietkraam moet weg         | 2001 |
| Rita Smets         | Barones Von Beckerstein   | Barones Von Beckerstein         | 2001 |
| Willy Sommers      | Zichzelf                  | De Pruik                        | 1991 |
| Free Souffriau     | Vriendin van Marléneke    | De Bril van Van Leemhuyzen      | 2002 |
| Guy Spiessens      | Jan De Schaar             | De kapperswedstrijd             | 2001 |
| Guy Spiessens      | Klant bij Alberto         | Gemeentesecretaris Suzy         | 2002 |
| Guy Spiessens      | Klant bij Alberto         | Radio 101                       | 2002 |
| Mark Stroobants    | Jan de Werkman            | De Betoging                     | 2003 |
| Mark Stroobants    | Jan de Werkman            | Vuilnis op het plein            | 2005 |
| Griet Stevens      | Joke                      | De Fanclub van Alberto          | 1999 |
| Petra De Steur     | zichzelf                  | Petra                           | 1990 |
| Petra De Steur     | zichzelf                  | Balletschool                    | 1992 |
| Hans Van den Stock | Klant bij Octaaf          | Babysitten                      | 2002 |
| An Swartenbroekx   | zichzelf                  | Te land, ter zee en in de lucht | 1991 |

## T
| Acteur            | Rol                                | Aflevering          | Jaar      |
| ----------------- | ---------------------------------- | ------------------- | --------- |
| Jenny Tanghe      | Vrouw die taart komt eten          | De steenkapper      | 1992      |
| Martine Tanghe    | zichzelf                           | Martine Tanghe      | 1990      |
| Els Tibau         | Miss Lenigem                       | Miss Lenigem        | 1997      |
| Bert Van Tichelen | Bill                               | De Bananendief      | 2002      |
| Daisy Thys        | Bezoekster van de sprekende kameel | De Sprekende Kameel | 1998      |
| Daisy Thys        | Mevrouw Boombast                   | Gert Dief           | 2000      |
| Peter Thyssen     | Meneer Sproedel                    | De nieuwe limonade  | 2004      |
| Peter Thyssen     | Reporter Tim V.                    | Dorp in de kijker   | 2004      |
| Peter Thyssen     | Samson (#2)                        | Vaste Rol           | 2005-2013 |
| Bas van Toor      | Bassie                             | Bassie & Adriaan    | 1991      |
| Aad van Toor      | Adriaan                            | Bassie & Adriaan    | 1991      |

## U
| Acteur              | Rol          | Aflevering                       | Jaar |
| ------------------- | ------------ | -------------------------------- | ---- |
| Magali Uytterhaegen | Verpleegster | Alberto verpleger                | 1993 |
| Mark Uytterhoeven   | zichzelf     | De specialist van de wielersport | 1990 |

## V
| Acteur                | Rol                             | Aflevering                 | Jaar        |
| --------------------- | ------------------------------- | -------------------------- | ----------- |
| Walter Van de Velde   | Octaaf De Bolle                 | Vaste Rol                  | 1992 - 2002 |
| Walter Van de Velde   | Walter                          | Neef Walter                | 2001        |
| Peter Van De Velde    | Neef Bob                        | De Achterneef              | 2003        |
| Frans Van De Velde    | Meneer Trombone                 | Red de Fanfare             | 2005        |
| Marcel Vandenbussche  | Kleine Burgemeester van Lenigem | Het duel                   | 2002        |
| Grietje Vanderheijden | Vriendin van Marléneke          | De Bril van Van Leemhuyzen | 2002        |
| Ann Vanderper         | Vrouw met hondje                | Minoes Van Kiekensteen     | 2003        |
| Mabel Verbeeck        | kokkin                          | Hutsepot                   | 1992        |
| Kristel Verbeke       | zichzelf                        | K3 op bezoek               | 2000        |
| Kristel Verbeke       | zichzelf                        | K3 komt niet               | 2002        |
| Danny Verbiest        | Samson (#1)                     | Vaste Rol                  | 1989 - 2006 |
| Danny Verbiest        | zichzelf                        | Antiek                     | 1990        |
| Gert Verhulst         | Gert                            | Vaste Rol                  | 1989 - 2022 |
| Dirk Vermiert         | Dokter                          | Chinesitis                 | 2002        |
| Marc Verbruggen       | Lifthersteller                  | De vierling                | 2004        |
| Eddy Vereycken        | Inspecteur Snorremans           | De donderclown             | 2005        |
| Liesbet Verstraeten   | Miranda De Bolle                | Vaste Rol                  | 1992 -1993  |
| Ria Verschaeren       | Gast op het bal                 | Een bal voor Alberto       | 1999        |
| Ria Verschaeren       | Barones Van Kiekensteen         | Minoes Van Kiekensteen     | 2003        |
| Mireille Vaesen       | Véronique                       | De Botsauto's              | 1998        |

## W
| Acteur            | Rol                     | Aflevering             | Jaar |
| ----------------- | ----------------------- | ---------------------- | ---- |
| Eddy Wally        | zichzelf                | Eddy Wally             | 1992 |
| Wendy Van Wanten  | zichzelf                | Wendy                  | 2002 |
| Martine Werbrouck | Gast op het bal         | Een bal voor Alberto   | 1999 |
| Blanca Wienen     | Schildpaddenliefhebster | De schildpad           | 2000 |
| Roger De Wilde    | Man die taart komt eten | De steenkapper         | 1992 |
| Yves De Wilde     | Bakker                  | Het raadsel            | 2000 |
| Yves De Wilde     | Bakker                  | De gemaskerde schutter | 2001 |
| Paul Wuyts        | Reisorganisator         | De oermens             | 1993 |